# Кривошеевка (Пензенская область)
Кривошеевка — село Нижнеломовского района Пензенской области. Административный центр Кривошеевского сельсовета.

## География
Находится в северо-западной части Пензенской области у юго-восточной окраины районного центра города Нижний Ломов.

## История
Основано во второй половине XVIII века как выселок государственных крестьян одной из слобод Нижнего Ломова. «Слободка Кривошеевка» отмечена на плане Генерального межевания Нижнеломовского уезда в 1789 году. В 1858 году построена деревянная церковь во имя св. мученицы Параскевы. В 1877 году 218 дворов, церковь, школа. В 1894 году работало земское училище. В 1911 году-317 дворов, церковь, земская школа, мельница с нефтяным двигателем, шерсточесалка, овчинное заведение, кузница, 2 лавки. В 1939 году колхоз «12 Октябрь». В 1955 году — колхоз «Красный Октябрь». В 1980-е годы — центральная усадьба колхоза «Победа». В 1996 году в селе функционировали сельскохозяйственное товарищество «Победа» (центральная усадьба), дом культуры, средняя школа. В 1996 году село газифицировано. В 2004 году — 836 хозяйств.

## Население
Численность населения: 1310 человек (1877 год), 1989 (1911), 2101 (1926), 2248 (1939), 2112 (1959), 2230 (1979), 1872 (1989), 2008 (1998). Население составляло 1819 человек (русские 98 %) в 2002 году, 1868 — в 2010.